# Domenico Morelli (pittore)
Domenico Morelli (Napoli, 7 luglio 1823 – Napoli, 13 agosto 1901) è stato un pittore e politico italiano, senatore del Regno d'Italia dalla XVI legislatura.
Considerabile come uno dei più importanti pittori italiani della seconda metà del XIX secolo, fu il maestro d'arte di Vincenzo Petrocelli.

## Biografia

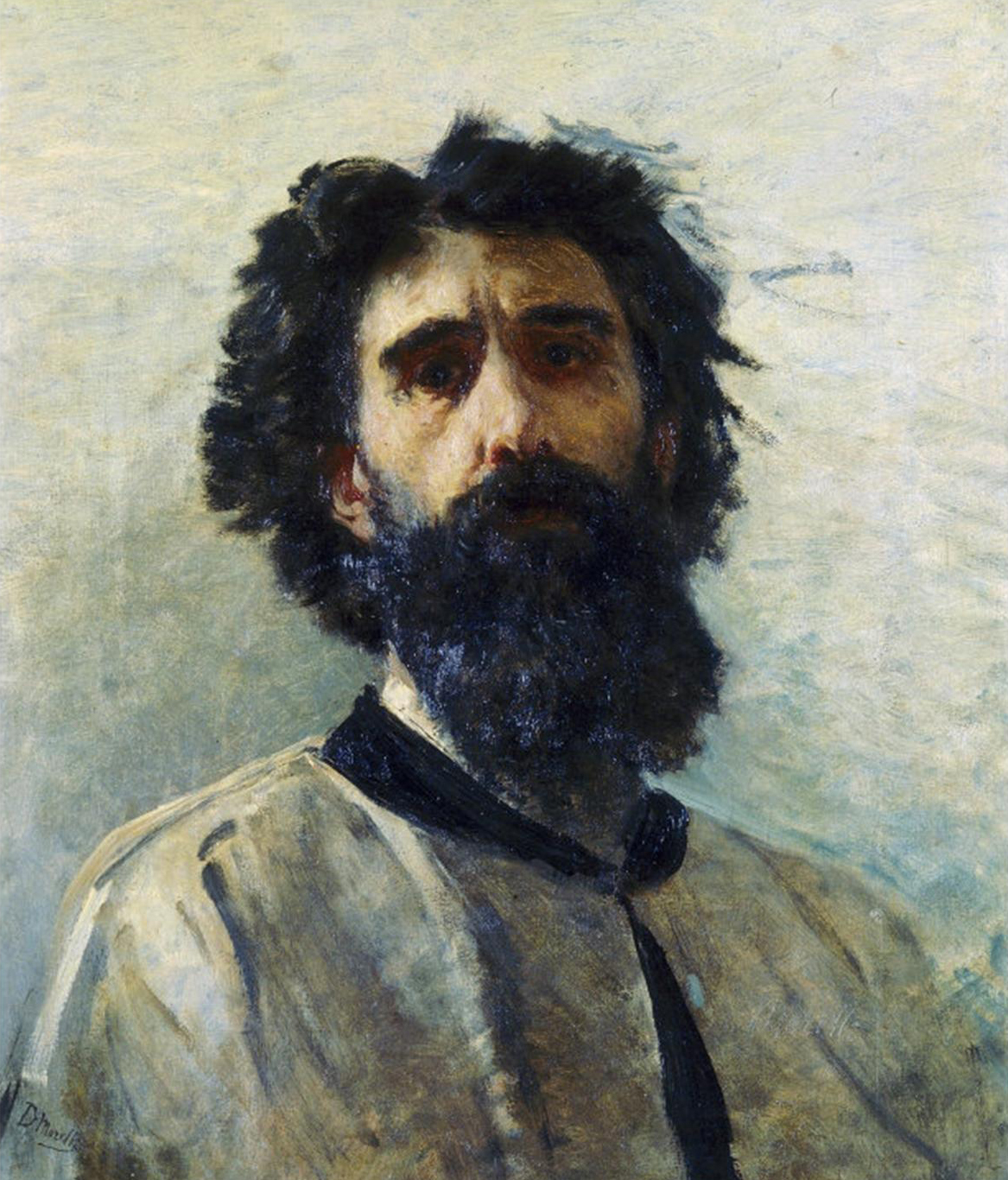
Autoritratto

Figlio adottivo di Francesco Soldiero e di Maria Giuseppa Mappa, nel 1848 Domenico Soldiero aggiunse il cognome Morelli per poi assumerlo come unico. Iniziò a frequentare l'Accademia di Belle Arti di Napoli nel 1836 e i suoi primi dipinti furono improntati all'ideale romantico, con numerosi influssi medievali (fu ispirato in particolare dal poeta inglese Byron). Nel 1848 vinse un concorso che gli permise di recarsi a studiare a Roma dove, dopo aver preso parte ai moti del 1848, fu incarcerato per un breve periodo.
Nel 1850 visitò Firenze dove ricevette il suo primo riconoscimento pubblico per la sua opera Gli iconoclasti. Nel 1855 partecipò, insieme a Francesco Saverio Altamura e Serafino De Tivoli, all'Esposizione Universale di Parigi e, di ritorno a Firenze, prese parte ai dibattiti dei macchiaioli sul realismo pittorico, ciò che lo condusse gradualmente ad assumere uno stile meno accademico e maggiormente libero, soprattutto nell'uso del colore; secondo i critici della pittura napoletana, la sua arte fonde verismo e tardo-romanticismo a modelli neoseicenteschi.
Negli anni sessanta, ormai tra i pittori italiani più conosciuti della sua epoca, fu nominato consulente del museo nazionale di Capodimonte relativamente alle nuove acquisizioni di opere, portando così il suo contributo alla gestione delle collezioni d'arte.

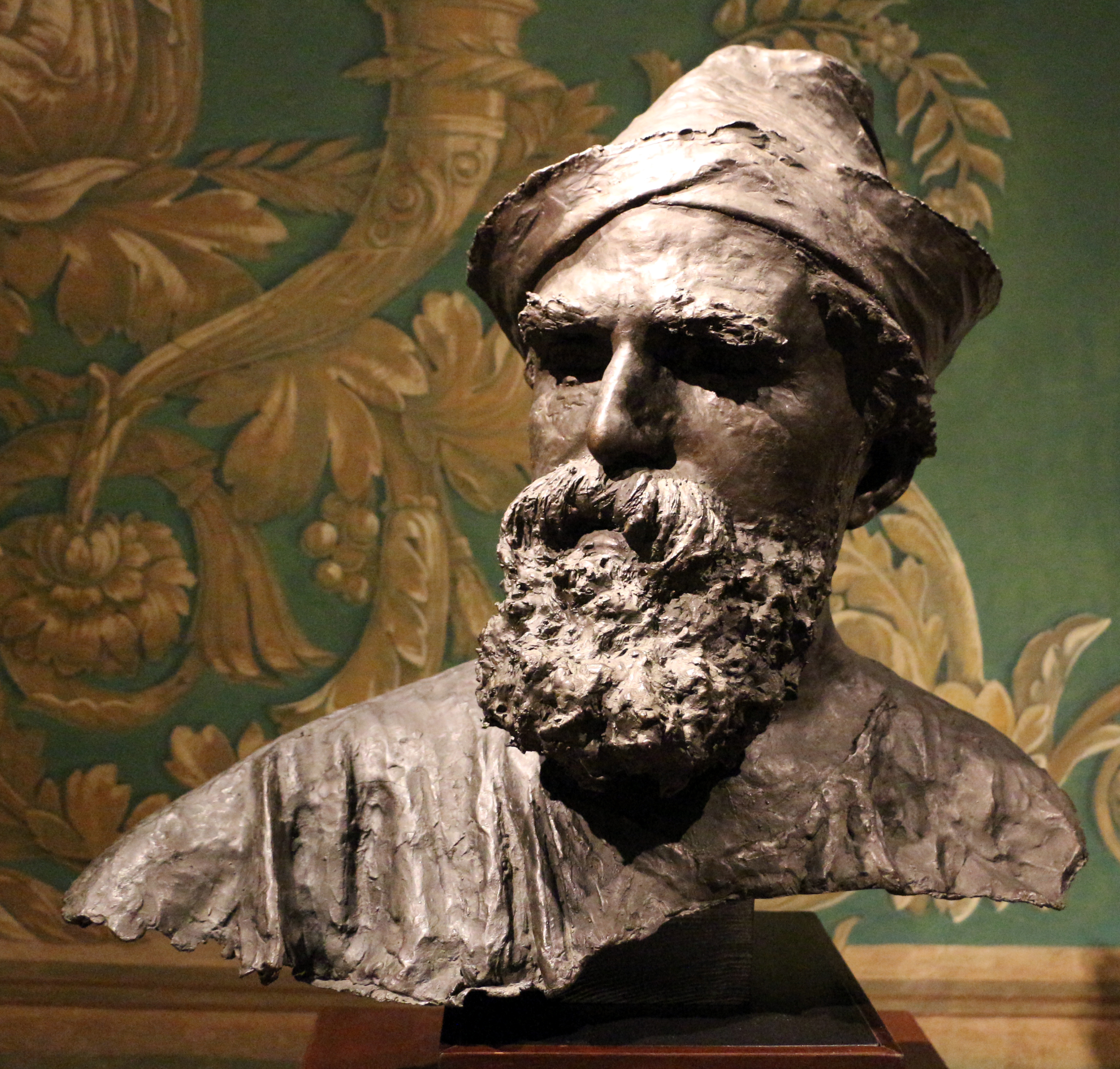
Ritratto del pittore Domenico Morelli, 1873, Vincenzo Gemito, Gallerie d'Italia, Napoli, Napoli

Nel 1868 ottenne la cattedra d'insegnamento all'Accademia di Belle Arti di Napoli - dove aveva studiato e dove ebbe molti allievi, tra cui Vincenzo Petrocelli,Giuseppe Costa, Francesco Coppola Castaldo, Giuseppe De Nigris, Raffaele Ragione e Achille Talarico. S'interessò anche a temi religiosi, mistici e soprannaturali; infatti, di questo periodo è uno dei suoi lavori più celebri, l'Assunzione del Palazzo Reale di Napoli. Tra i suoi lavori dell'epoca vi è anche l'eccentrica culla di Vittorio Emanuele III, conservata presso la Reggia di Caserta; questa si contraddistingue per gli eleganti lavori di intaglio in legno (l'angelo reggicortina e il Lazzariello che regge la culla vera e propria) e i putti che decorano il bordo in conchiglia sardonica. 
Dal 1874 al 1883 circa, Domenico Morelli dipinse quadri aventi per soggetto scene orientali, pur non essendo mai stato in quei luoghi, inserendosi così nella corrente degli orientalisti italiani che annoverò pittori come Alberto Pasini, Roberto Guastalla, Federico Faruffini, Eugenio Zampighi, Pompeo Mariani, Giuseppe Molteni e altri.
Fu anche uno degli artisti che collaborarono alle illustrazioni della Bibbia di Amsterdam (1895) e, dal 1899 sino alla morte avvenuta nel 1901, fu direttore dell'Accademia di Belle Arti di Napoli. Tra i suoi molti allievi ci sono Vincenzo Bruzzese, Antonio Mancini, Giovanni Voltini, Domenico Russo, Ulisse Caputo e Gennaro Pardo, cui si deve un ritratto postumo del maestro.
Era cognato del fisico Emilio Villari e dello storico Pasquale Villari, dei quali aveva sposato la sorella Virginia.

## Opere

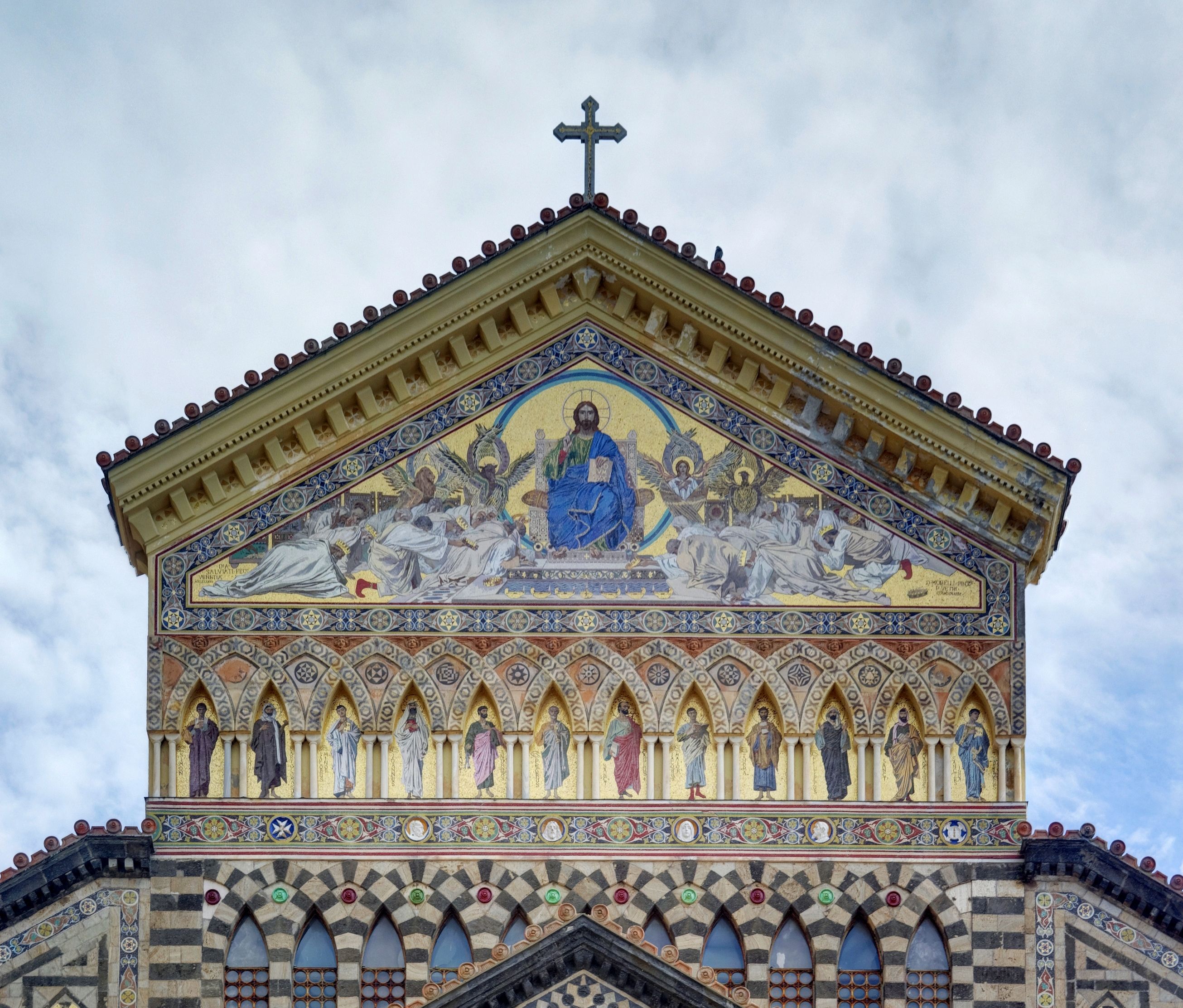
Mosaici della facciata del Duomo di Amalfi realizzati dal Morelli

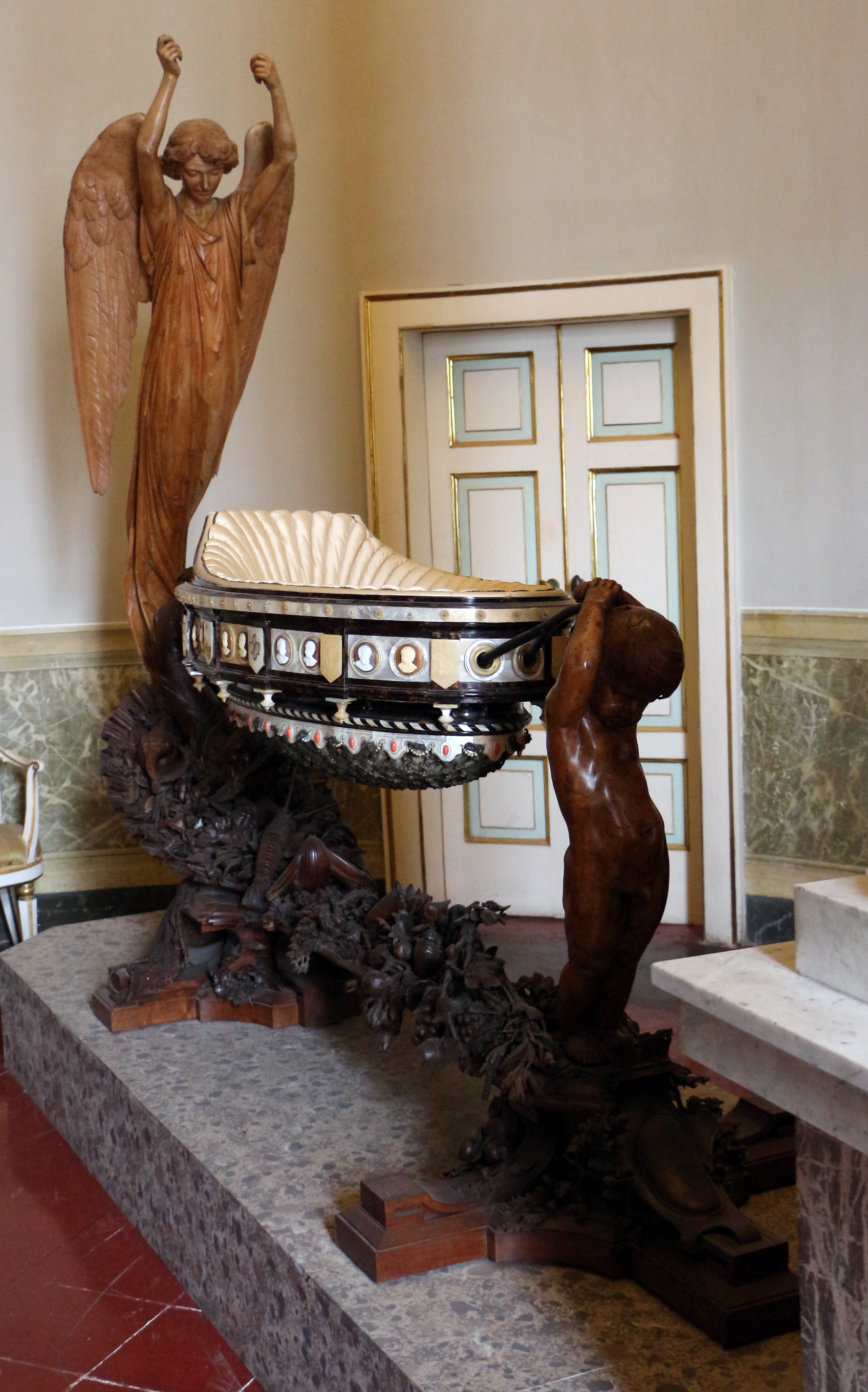
Culla di Vittorio Emanuele III nella Reggia di Caserta

- Catania, Museo civico al Castello Ursino:
  - Arabo in preghiera, 1880-1890
  - La Morte del Tasso
- Napoli, Gallerie di Palazzo Zevallos:
  - Dama col ventaglio, 1873
  - La terrazza, 1868
  - Oro di Pompei, 1863–1866
- Milano, Galleria d'Arte Moderna:
  - Ritratto d'uomo, 1870
  - Studio di testa femminile, 1870 circa
- Roma, Galleria nazionale d'arte moderna:
  - Cristo che veglia gli apostoli, 1900
  - Le tentazioni di Sant'Antonio, 1878
  - Ritratto di donna in rosso, 1855 circa
  - Ritratto di Emilio Villari giovane, 1855-1858
  - Studio di figura, 1874
- Mosaici della facciata del Duomo di Amalfi
- Varsavia, Museo nazionale:
  - Ritratto di uomo in costume settecentesco
- Napoli, Museo di Capodimonte:
  - I Martiri Cristiani, 1851
  - Gli Iconoclasti
  - I Vespri Siciliani
- Rovigo, Teatro Sociale, Terme pompeiane, 1861
- Madrid, Museo del Prado, Cristo e la donna adultera, 1869
- L'Avana, Museo nazionale delle belle arti, Testa di un apostolo, 1878
- Altamura, Cattedrale, Conversione di San Paolo, 1876
- Buenos Aires, Museo Nazionale delle Belle Arti, L'angelo della morte, 1897
- Novara, Galleria d'Arte Moderna Paolo e Adele Giannoni, La barca della vita ,1859
- Chicago, Art Institute of Chicago, Il Gladiatore
- Trieste, Museo Revoltella, Il sermone di Maometto
- Firenze, Galleria degli Uffizi, Autoritratto, 1840
- Caserta, Reggia, Culla di Vittorio Emanuele III, 1869
- Genova, Raccolte Frugone, giovane donna dormiente
- Torino, Galleria civica d'arte moderna e contemporanea, La morte di Pergolesi, 1854
- Milano, Villa Reale, Studio per il ritratto della signora maglione, 1875-1879
- Bari, Palazzo della Provincia, Testa femminile
- Corigliano-Rossano, Castello di Corigliano Calabro, Madonna delle Rose, 1872
- Washington, National Gallery of Art:
  - Una giovane donna con un fiocco tra i capelli, 1879 circa
  - Allegoria dell'incisione, 1879
  - La capretta, 1879 circa
- Recanati, Museo del Centro Nazionale Studi Leopardiani, Ritratto di Giacomo Leopardi

## Riconoscimenti

### Alla memoria
La città di Torino gli ha dedicato una via nei quartieri Le Vallette-Lucento.

## Galleria d'immagini

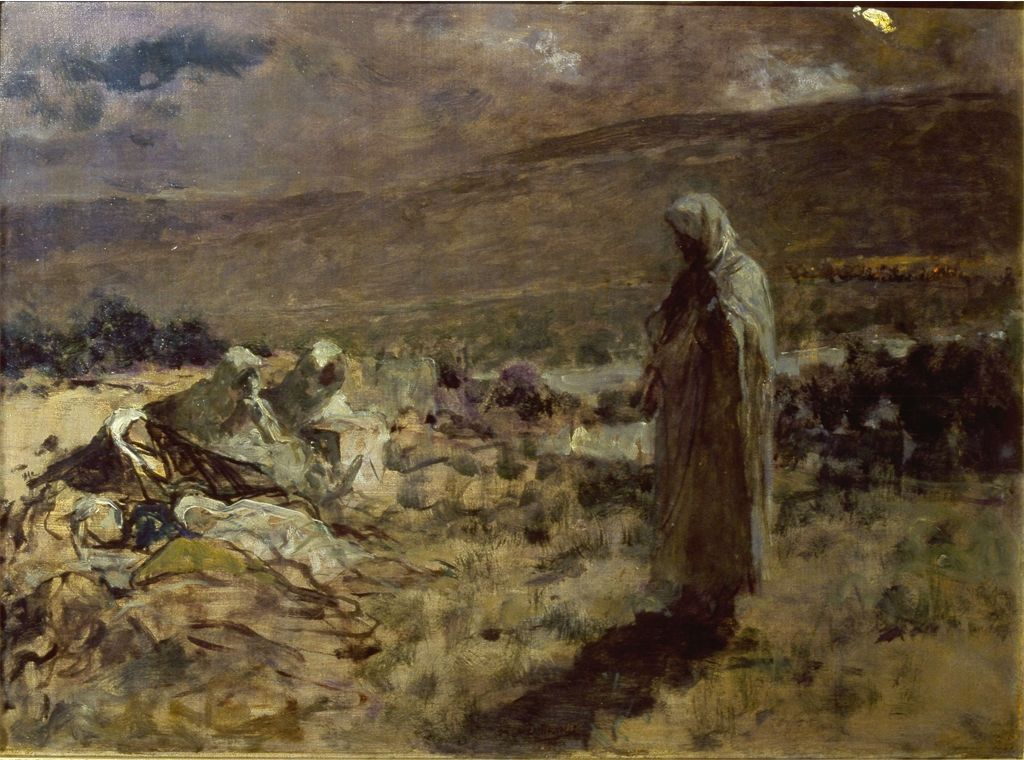
Cristo che veglia gli apostoli
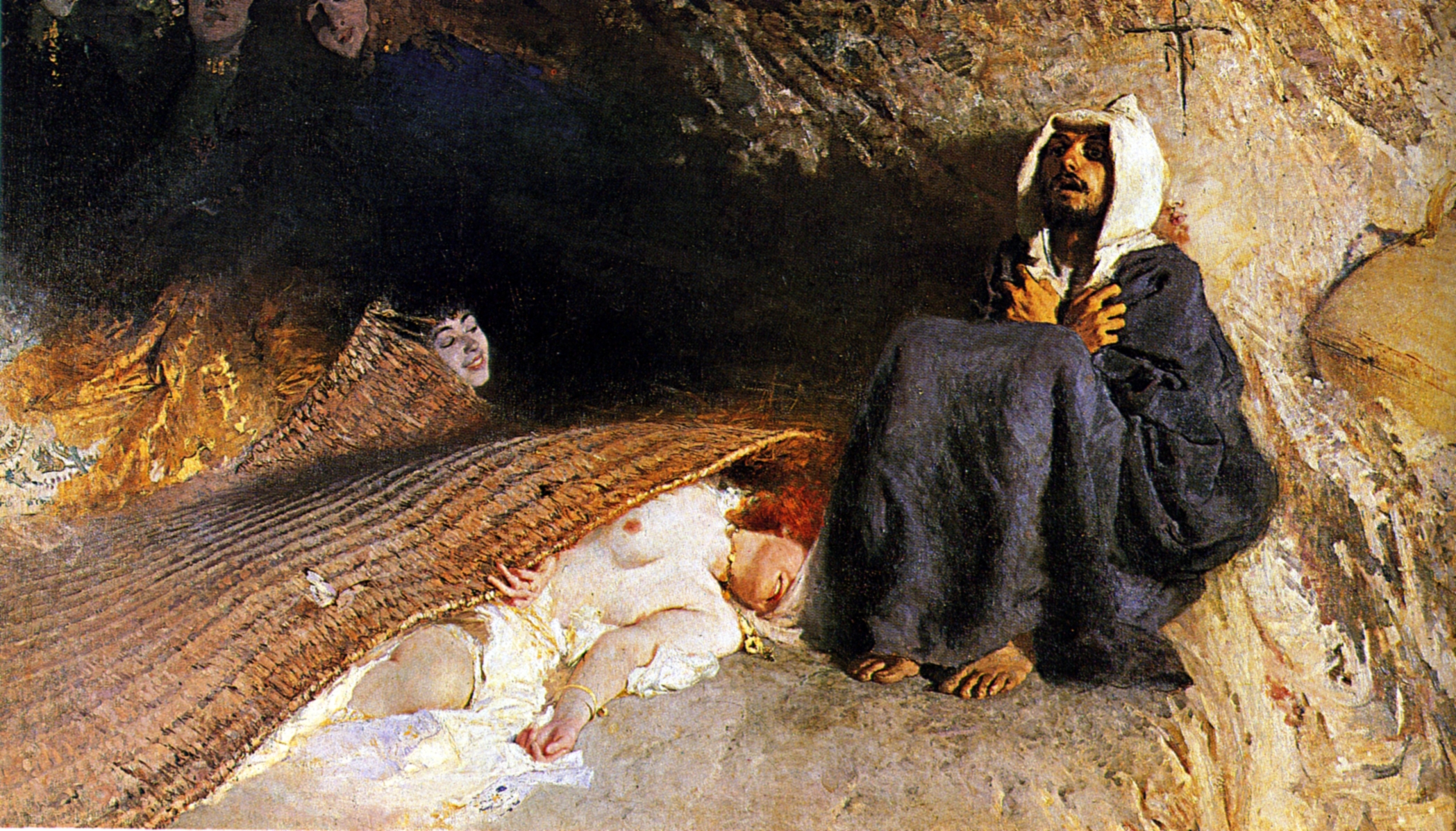
Le tentazioni di Sant'Antonio
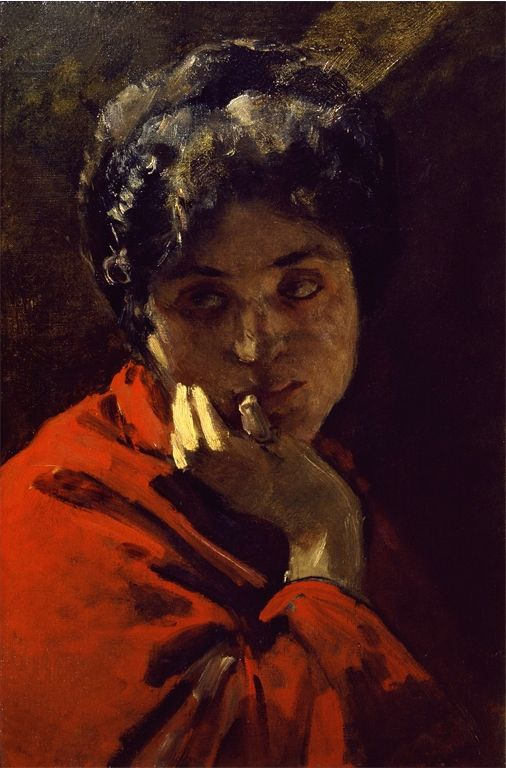
Ritratto di donna in rosso
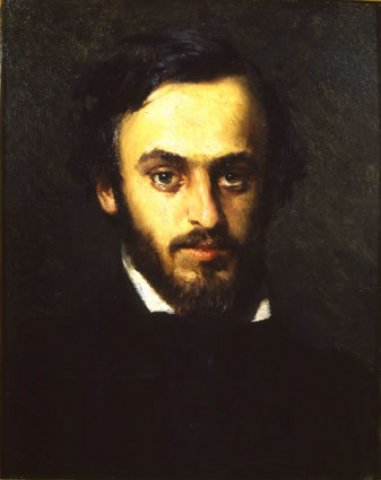
Ritratto di Emilio Villari giovane
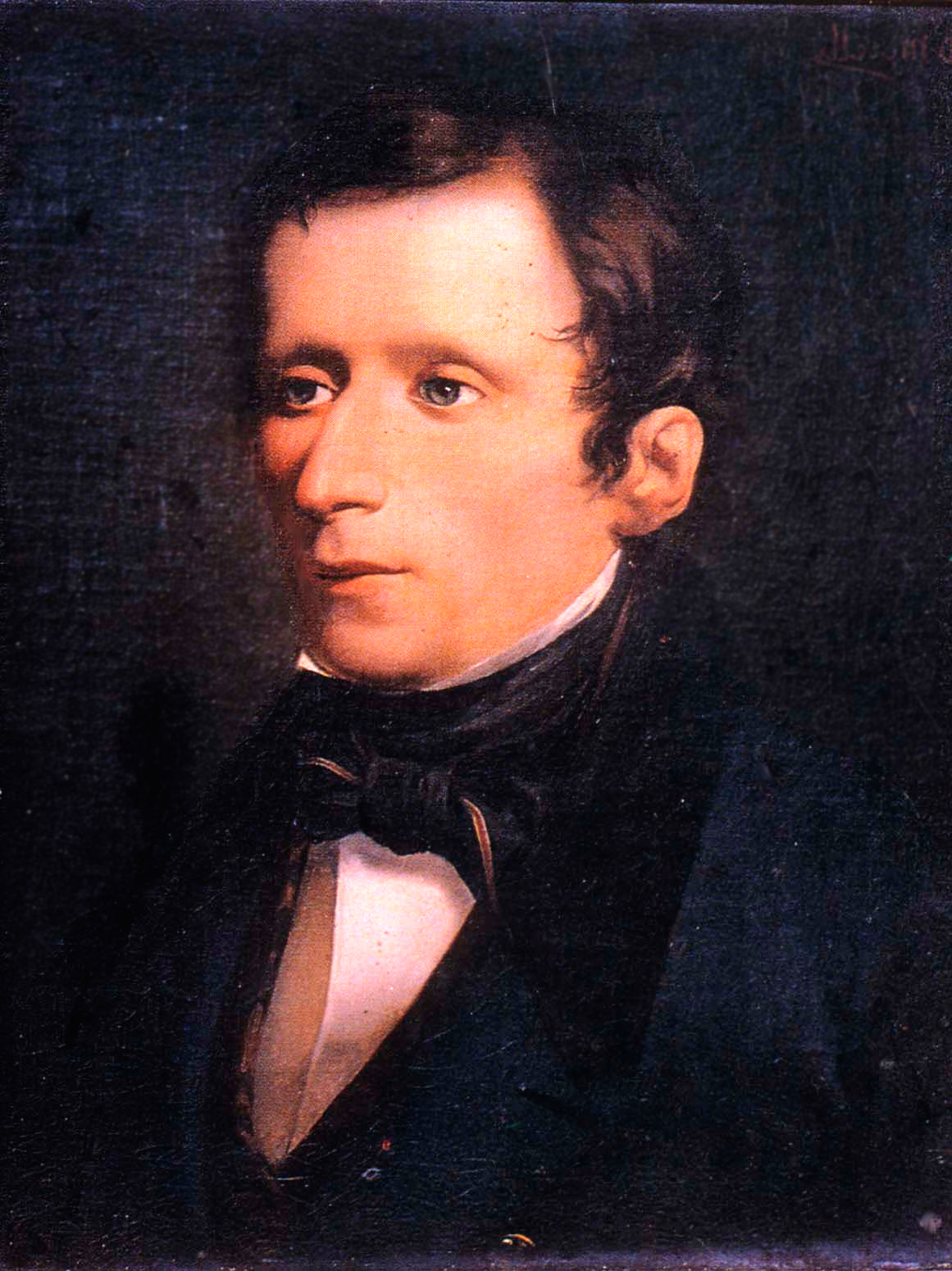
Ritratto di Giacomo Leopardi
Gemini
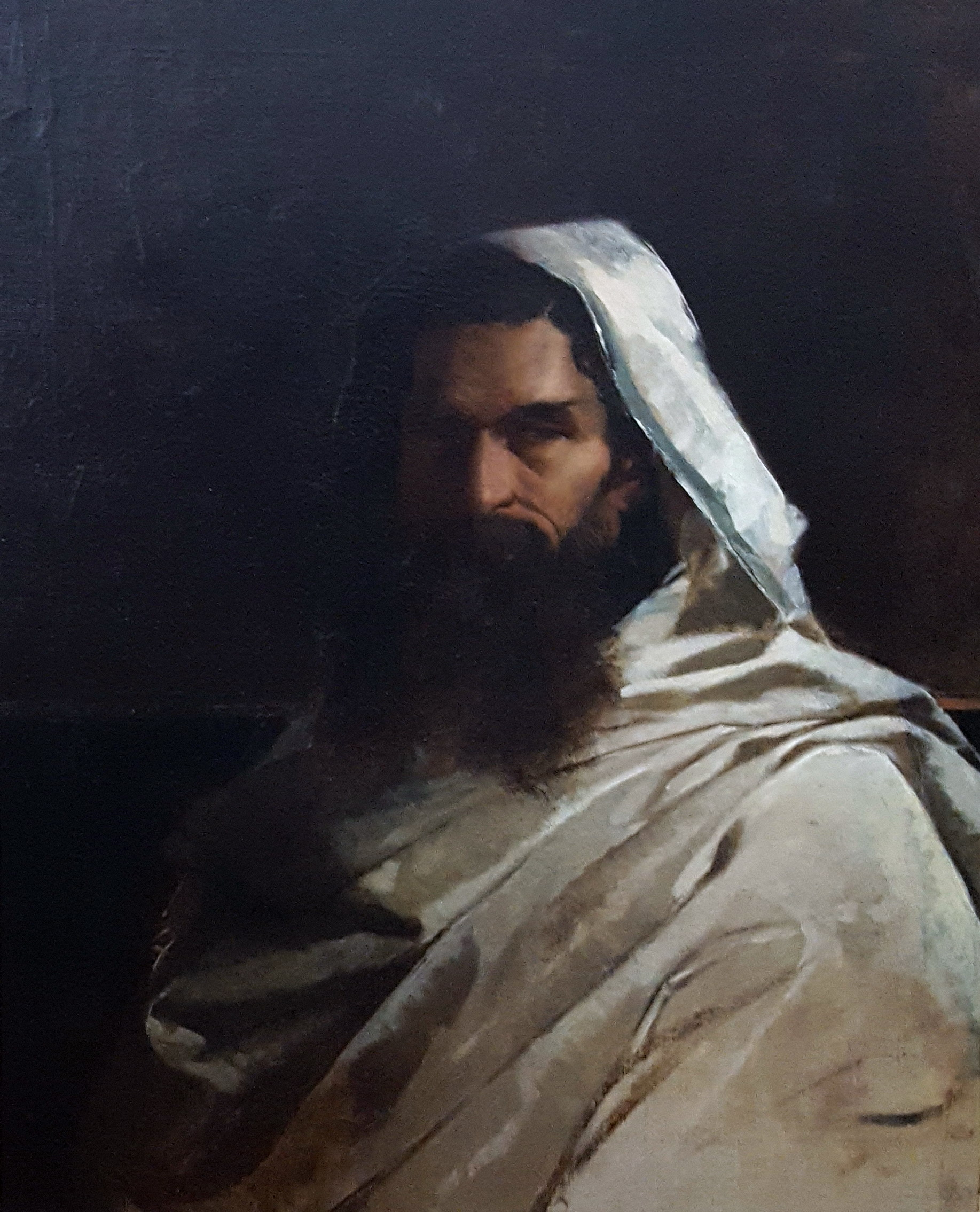
Autoritratto in costume arabo
Gli iconoclasti, olio su tela, Museo Nazionale di Capodimonte, Napoli
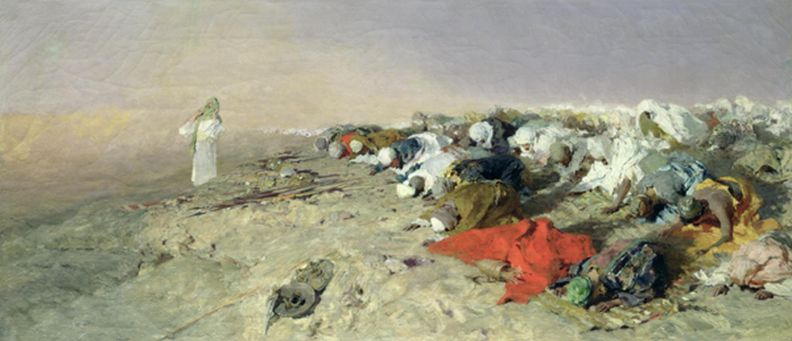
Il sermone di Maometto, olio su tela, Museo Civico Revoltella, Trieste
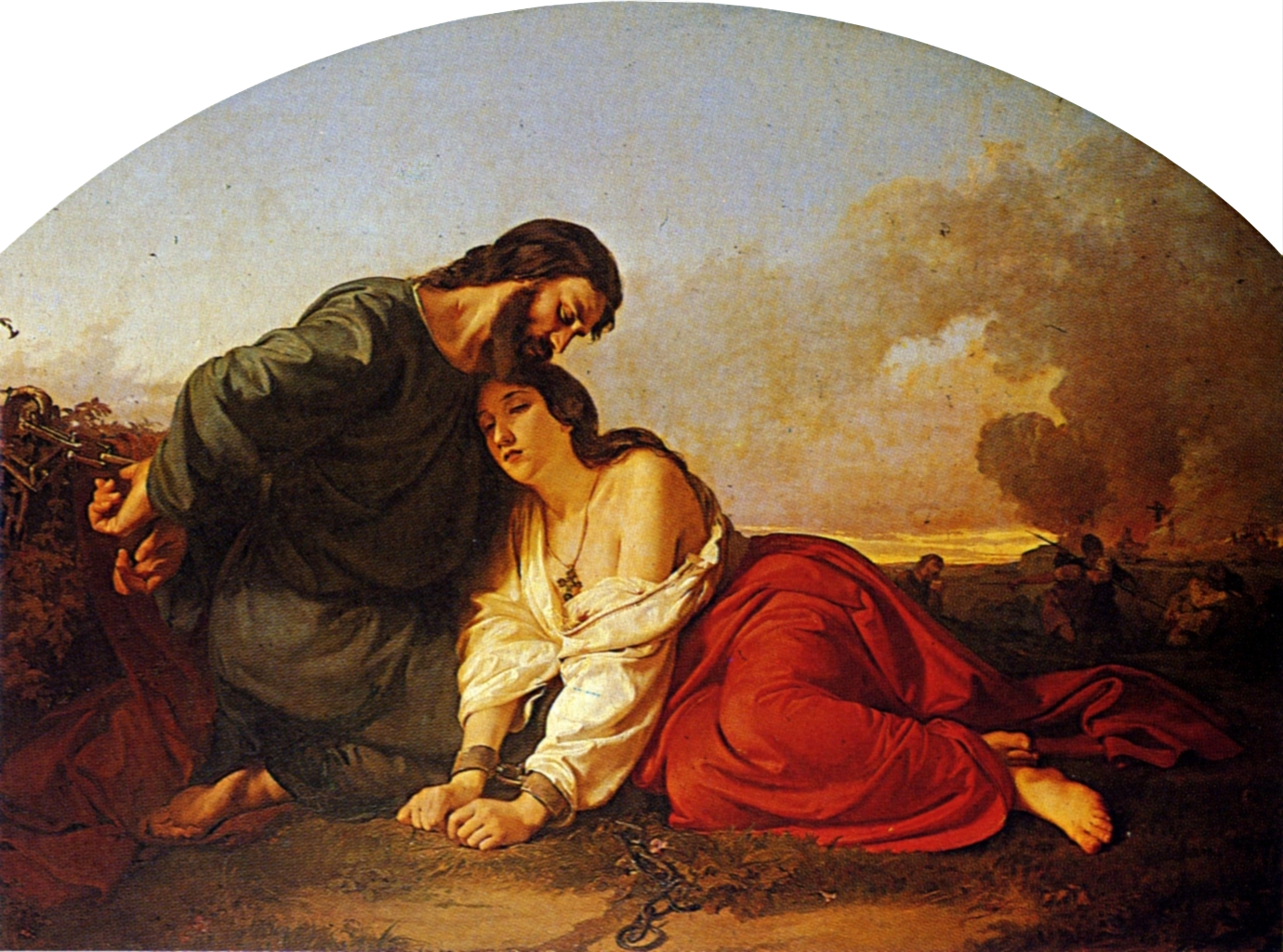
I martiri cristiani, olio su tela Museo Nazionale di Capodimonte, Napoli